# Tatort: Blaues Blut
Blaues Blut ist ein Fernsehfilm aus der Kriminalreihe Tatort der ARD und des ORF. Der Film wurde vom Norddeutschen Rundfunk unter der Regie von Helmut Förnbacher produziert und am 9. Januar 2000 erstmals ausgestrahlt. Es handelt sich um die 433.  Tatort-Folge. Für den Kriminalhauptkommissar Paul Stoever (Manfred Krug) ist es der 38. Fall und für seinen Kollegen Peter Brockmöller (Charles Brauer) der 35. Fall, in dem sie ermitteln.

## Handlung
Die Hamburger Kriminalhauptkommissare Stoever und Brockmöller gehen dem Mord an der jungen Fernsehjournalistin Anette Bille auf den Grund. Sie wollte kurz vor ihrem Tod der Konkurrenz ein Show-Konzept verkaufen. Die Kommissare überlegen, ob die junge Frau deshalb ermordet wurde. Ihr Ehemann, Jochen Bille, gibt an, dass seine Frau letzte Nacht für ihre geplante Survival-Show in einem Parkhaus Filmaufnahmen machen wollte. Stoever findet schnell heraus, dass es mit der Ehe nicht zum Besten stand und Jochen Bille verstrickt sich in Widersprüche. Doch war Anette der kreative Kopf in der Firma und ihr Ausfall ist kaum zu ersetzen, was gegen den Ehemann als Täter spricht.
Die Kommissare müssen auch in hoch angesehenen Adelskreisen ermitteln. So wie die Recherchen ergeben, war die Ermordete die Geliebte des Grafen Ehrenfried, eines Mitglieds des Adelsgeschlechts derer von Schönach und Ratau. Als Stoever und Brockmöller ihn aufsuchen, zeigt er sich tief betroffen vom Tod seiner Angebeteten. Er freute sich auf ihr gemeinsames Kind, denn Anette Bille war im dritten Monat schwanger gewesen. Auch wollte er seine Frau verlassen und mit Anette Bille ein neues Leben beginnen. Nach der internen Erbfolge derer von Schönach und Ratau hatte das Familienoberhaupt Sigbert seinen Enkel Ferdinand als Erben bestimmt, was sich durch ein Kind seines Onkels hätte ändern können. Ehe sie sich jedoch mit dem jungen Mann befassen können, gerät der alte Graf Sigbert selber unter Verdacht, nachdem die Ermittler herausfinden, dass er eine nationalsozialistische Vergangenheit hat und Anette Bille dies im Rahmen ihrer Journalistentätigkeit recherchiert hatte. Hätten die Behörden davon erfahren, wäre die Rückgabe von Familienkunstschätzen, die seit Kriegsende in staatlicher Verwaltung waren, gefährdet gewesen.
Nachdem die Ermittler über Ferdinand als Täter recherchierten, gelangt Ernst Günter Muller ins Visier der Ermittler. Er gehört seit kurzem zu den von Schönach und Ratau und hatte sich den Adelstitel erkauft. Poldi von Schönach und Ratau hat ihn adoptiert, damit sie Geld für ihren Neffen Ferdinand hat. Dem begabten Geiger wollte sie gern eine Stradivari schenken, doch reichte ihr Vermögen dafür nicht aus. Der neue Graf träumt davon, aus dem Schloss ein nobles Golfhotel zu machen. Als er unerwartet Anette Bille bei den von Schönach und Rataus antraf und er früher einmal mit ihr befreundet war, musste er befürchten, dass sie der Adelsfamilie verraten könnte, dass er eine sehr unrühmliche und kriminelle Vergangenheit hat. Mit einem Trick können die Kommissare Graf Ernst Günter zu einem unfreiwilligen Geständnis bewegen und ihn festnehmen.

## Hintergrund
In einer Gastrolle spielt Rudolph Moshammer den Rechtsanwalt Doktor Bechtel, der die Gräfin (Tante Poldi) juristisch vertritt.
Der musikalische Beitrag des Freizeitmusikerduos Stoever-Brockmöller erfolgt in dieser Folge anlässlich des Polizeifestes mit dem Lied  Kann denn Liebe Sünde sein von Zarah Leander.
Die im Film angeführte Gefährdung der Rückgabe von Familienkunstschätzen bezieht sich auf das im September 1994 vom Bundestag verabschiedete Entschädigungs- und Ausgleichsleistungsgesetz (EALG). Das in Artikel 2 dieses Mantelgesetzes beschlossene Ausgleichsleistungsgesetz regelt in § 2 Abs. 4, dass kein Ausgleich gewährt wird, wenn der Enteignete „dem nationalsozialistischen […] System […] erheblichen Vorschub geleistet hat.“

## Rezeption

### Einschaltquoten
Bei seiner Erstausstrahlung am 9. Januar 2000 wurde die Folge Blaues Blut in Deutschland von 9,43 Millionen Zuschauer gesehen, was einem Marktanteil von 25,1 Prozent entsprach.

### Kritik
Die TV Spielfilm vergab für diesen Tatort eine mittlere Wertung und befand, dass er einer der müdesten Stoever-Fälle sei und zog als Fazit: „Gesang und Geseier statt Thrill und Witz“.